# دنیس پرایس
دنیس پرایس (انگلیسی: Dennis Price؛ ‏ ۲۳ ژوئن ۱۹۱۵ – ۶ اکتبر ۱۹۷۳) بازیگر اهل بریتانیا بود.
از فیلم‌ها یا برنامه‌های تلویزیونی که وی در آن نقش داشته است می‌توان به آزمایش‌های شهوانی فرانکنشتاین، یک داستان کانتربوری، میلیونر، قلب‌های مهربان و نیم‌تاج‌ها، باد سخت در جامائیکا، پیشروی سرباز، اسکار وایلد، آدم‌های خیلی مهم، پالپ، ماجراهای آلیس در سرزمین عجایب، من خوبم جک، قتل بدون جرم و مسیحی جادویی اشاره کرد.